# Daryl Stuermer
Daryl Mark Stuermer (Milwaukee, Wisconsin, EE. UU., 27 de noviembre de 1952) es un músico que toca la guitarra y el bajo para el grupo Genesis durante sus actuaciones en vivo, y guitarra principal de Phil Collins en la mayor parte de sus giras y álbumes como solista.

## Biografía
Stuermer nació el 27 de noviembre de 1952 en Milwaukee, Wisconsin. Descubierto tocando con su banda de Milwaukee, llamada Sweetbottom, audicionó para el violinista de jazz Jean-Luc Ponty en 1975, ganando la audición y grabando con él cuatro álbumes. En 1977 tocó con Gino Vannelli en vivo.  A fines de 1977, bajo recomendación de su amigo Alphonso Johnson, fue recomendado como reemplazo para Steve Hackett (guitarrista de Génesis hasta ese momento), uniéndose a Genesis como un guitarrista y bajista de giras en principio, manteniendo esa posición hasta 1992.
En 1982, Stuermer siguió como el guitarrista principal de Phil Collins, en su carrera de solista. Al hacer esto, se convirtió en lo que Collins llamaría "un miembro de medio tiempo permanente-temporal" de Genesis, en un "miembro permanente de gira-estudio" de la nueva banda de Collins. Esta colaboración ha sido muy exitosa para ambos músicos, y Stuermer ha ganado créditos como coautor en diversas canciones de Collins.
Stuermer ha grabado cuatro álbumes propios como solista, Steppin' Out (Saliendo), Live and Learn (Vive y Aprende), Another Side of Genesis (Otro Lado de Genesis), Waiting in the Wings (Esperando en las Alas), y más recientemente Retrofit (Modificación). Este último fue lanzado en 2004 y consistió en un álbum de reunión en vivo, de su antigua banda Sweetbottom, grabado en Shank Hall, Milwaukee. Stuermer está graduado en la universidad St. Francis de Wisconsin, y en el verano de 2002 volvió a su ciudad natal para realizar un concierto gratuito.
Su nuevo álbum Go estaba programado para ser lanzado a principios de 2007. Contiene muchas canciones antiguas de la época de Stuermer con Sweetbottom, e incluye apariciones de Alphonso Johnson, Kostia, John Calarco, y Eric Hervey. Stuermer también se ha reunido a Genesis en 2007 para su gira de reunión  Turn It On Again: The Tour, que los llevaría por Norteamérica y Europa.

## Discografía

### ConJean-Luc Ponty
| Título Inglés    | Título Español    | Año  | Distribuidora |
| ---------------- | ----------------- | ---- | ------------- |
| Aurora           | Aurora            | 1975 | Atlantic      |
| Imaginary Voyage | Viaje Imaginario  | 1976 | Atlantic      |
| Enigmatic Ocean  | Océano Enigmático | 1977 | Atlantic      |
| Civilized Evil   | Maldad Civilizada | 1981 | Atlantic      |

### ConGeorge Duke
| Título Inglés                     | Título Español                    | Año  | Distribuidora |
| --------------------------------- | --------------------------------- | ---- | ------------- |
| I Love The Blues She Heard me Cry | Amo Los Blues, Ella Me Oyó Gritar | 1975 | Polydor       |
| Liberated Fantasies               | Fantasías Liberadas               | 1976 | BASF          |

### ConJoan Armatrading
| Título Inglés | Título Español | Año  | Distribuidora |
| ------------- | -------------- | ---- | ------------- |
| The Key       | La Llave       | 1984 | A&M           |

### ConFrida(ABBA)
| Título Inglés                     | Título Español              | Año  | Distribuidora |
| --------------------------------- | --------------------------- | ---- | ------------- |
| I Know There's Something Going On | Se Que Algo Está Sucediendo | 1982 | Epic (UK)     |

### ConTony Banks(Genesis)
| Título Inglés | Título Español     | Año  | Distribuidora |
| ------------- | ------------------ | ---- | ------------- |
| The Fugitive  | El Fugitivo        | 1983 | Charisma      |
| Still         | Todavía            | 1991 | Giant (US)    |
| Strictly Inc. | Estrictamente Inc. | 1995 | Virgin        |

### ConMike Rutherford(Genesis)
| Título Inglés       | Título Español       | Año  | Distribuidora |
| ------------------- | -------------------- | ---- | ------------- |
| Acting Very Strange | Actuando Muy Extraño | 1982 | Atlantic/WEA  |

### ConPhilip Bailey
| Título Inglés | Título Español | Año  | Distribuidora |
| ------------- | -------------- | ---- | ------------- |
| Chinese Wall  | Muralla China  | 1984 | Columbia      |

### ConPhil Collins
| Título Inglés                 | Título Español               | Año  | Distribuidora |
| ----------------------------- | ---------------------------- | ---- | ------------- |
| Face Value                    | Cara Valuada                 | 1981 | Virgin        |
| Hello, I Must Be Going!       | Hola, Debo Irme!             | 1982 | Atlantic      |
| No Jacket Required            | No Se Necesita Llevar Saco   | 1985 | Atlantic      |
| ...But Seriously              | ...Pero Seriamente           | 1989 | Atlantic      |
| Serious Hits... Live!         | Éxitos Serios... En Vivo!    | 1990 | Atlantic      |
| Dance Into The Light          | Baila Bajo La Luz            | 1996 | Atlantic      |
| A Hot Night In Paris          | Una Noche Caliente En París  | 1998 | Atlantic      |
| ...Hits                       | ...Éxitos                    | 1998 | Atlantic      |
| Testify                       | Atestiguar                   | 2002 | Atlantic      |
| The First Final Farewell Tour | La Primera Gira De Despedida |      |               |
| In the air tonight            | Esta noche en el aire        | 1981 | Atlantic      |

### ConGenesis
| Título Inglés                                     | Título Español                                               | Año  | Distribuidora  |
| ------------------------------------------------- | ------------------------------------------------------------ | ---- | -------------- |
| Three Sides Live                                  | Tres Lados En Vivo                                           | 1982 | Atlantic       |
| Live At Wembley Stadium                           | En vivo Estadio Wembley                                      | 1987 | Virgin Records |
| Knebworth Concert (Various Artists)               | Concierto De Knebworth (Artistas Varios)                     | 1990 | Polydor        |
| Genesis Live: The Way We Walk - Vol. 1 The Shorts | Genesis En Vivo: La Manera Que Caminamos - Vol. 1 Los Cortos | 1992 | Atlantic       |
| Genesis Live: The Way We Walk - Vol. 2 The Longs  | Genesis En Vivo: La Manera Que Caminamos - Vol. 2 Los Largos | 1993 | Atlantic       |
| When In Rome                                      | Cuando en Roma                                               | 2007 | Virgin Records |

### Como Solista
| Título Inglés                     | Título Español                   | Año  | Distribuidora                    |
| --------------------------------- | -------------------------------- | ---- | -------------------------------- |
| Steppin' Out                      | Saliendo                         | 1987 | GRP                              |
| Live & Learn                      | Vive & Aprende                   | 1998 | Urban Island Music               |
| Another Side Of Genesis           | Otro Lado De Genesis             | 2000 | Urban Island Music               |
| Waiting In The Wings              | Esperando En Las Alas            | 2001 | Urban Island Music               |
| Sweetbottom Live - The Reunion    | Sweetbottom En Vivo - La Reunión | 2003 | Urban Island Music               |
| Retrofit                          | Modificación                     | 2004 | Urban Island Music               |
| Rewired - The Electric Collection | Rewired - La Colección Eléctrica | 2006 | Unicorn Digital/Urban Island, LL |
| Go                                | Ir                               | 2007 | Inside Out Music                 |